# Frédéric-Auguste Bartholdi
Frédéric-Auguste Bartholdi (ur. 2 sierpnia 1834 w Colmarze we Francji, zm. 4 października 1904 w Paryżu) – francuski rzeźbiarz.

## Twórczość
Autor Statui Wolności, a także rzeźby Lew Belfortu, pomników m.in. generała Jeana Rappa (1856) i Martina Schongauera (1863) oraz nazwanej imieniem twórcy fontanny w Waszyngtonie.
W Polsce znajduje się odlew jego rzeźby Współczesny męczennik, będącej hołdem artysty dla bohaterskiej postawy Polaków w powstaniu styczniowym. W Dąbrowie Górniczej znajduje się wykonane w 1879 r. popiersie Feliksa Verdié, pierwotnie eksponowane w Hucie Bankowej, a obecnie w Muzeum Miejskim „Sztygarka”.

## Życiorys
Frédéric-Auguste Bartholdi urodził się 2 sierpnia 1834 jako drugi syn państwa Bartholdich – Jeana-Charlesa, prawnika, i Augusty Charlotte. Po śmierci ojca w 1836 Bartholdi wraz z matką i starszym bratem przeprowadził się do Paryża, gdzie studiował architekturę, malarstwo i rzeźbę. Swój warsztat doskonalił także w czasie podróży do Egiptu i Jemenu. Zainspirowany projektem Kanału Sueskiego, planował wybudować u jednego z jego wejść ogromną latarnię morską. Ten niezrealizowany nigdy projekt znalazł swoje odbicie w najsłynniejszym dziele Bartholdiego, Statui Wolności.
W czasie wojny francusko-pruskiej brał udział jako major w obronie Colmaru. Po utracie przez Francję jego rodzinnej Alzacji Bartholdi stworzył liczne rzeźby sławiące wojenne męstwo Francuzów. Jedną z tych rzeźb jest ukończony w 1880 Lew Belfortu, upamiętniający obronę znajdującej się w Belforcie twierdzy.
W 1871 Bartholdi odbył pierwszą podróż do USA. W jej wyniku powstała Statua Wolności, podarowana Stanom Zjednoczonym przez Francję z okazji setnej rocznicy ogłoszenia Deklaracji Niepodległości. Prace nad Statuą trwały od 1876 do 1882. W zaprojektowaniu jej szkieletu pomagał artyście Gustaw Eiffel, konstruktor wieży Eiffla. Odsłonięcie Statui miało miejsce 28 października 1886.
Bartholdi zmarł w 1904 w Paryżu na gruźlicę. Został pochowany na paryskim Cmentarzu Montparnasse. W 1922 otworzono muzeum poświęcone życiu i twórczości artysty w jego rodzinnym domu w Colmar.
Był wolnomularzem. W 1875 r. wstąpił do masonerii Loża: Alzacja-Lotaryngia w Paryżu.

## Galeria

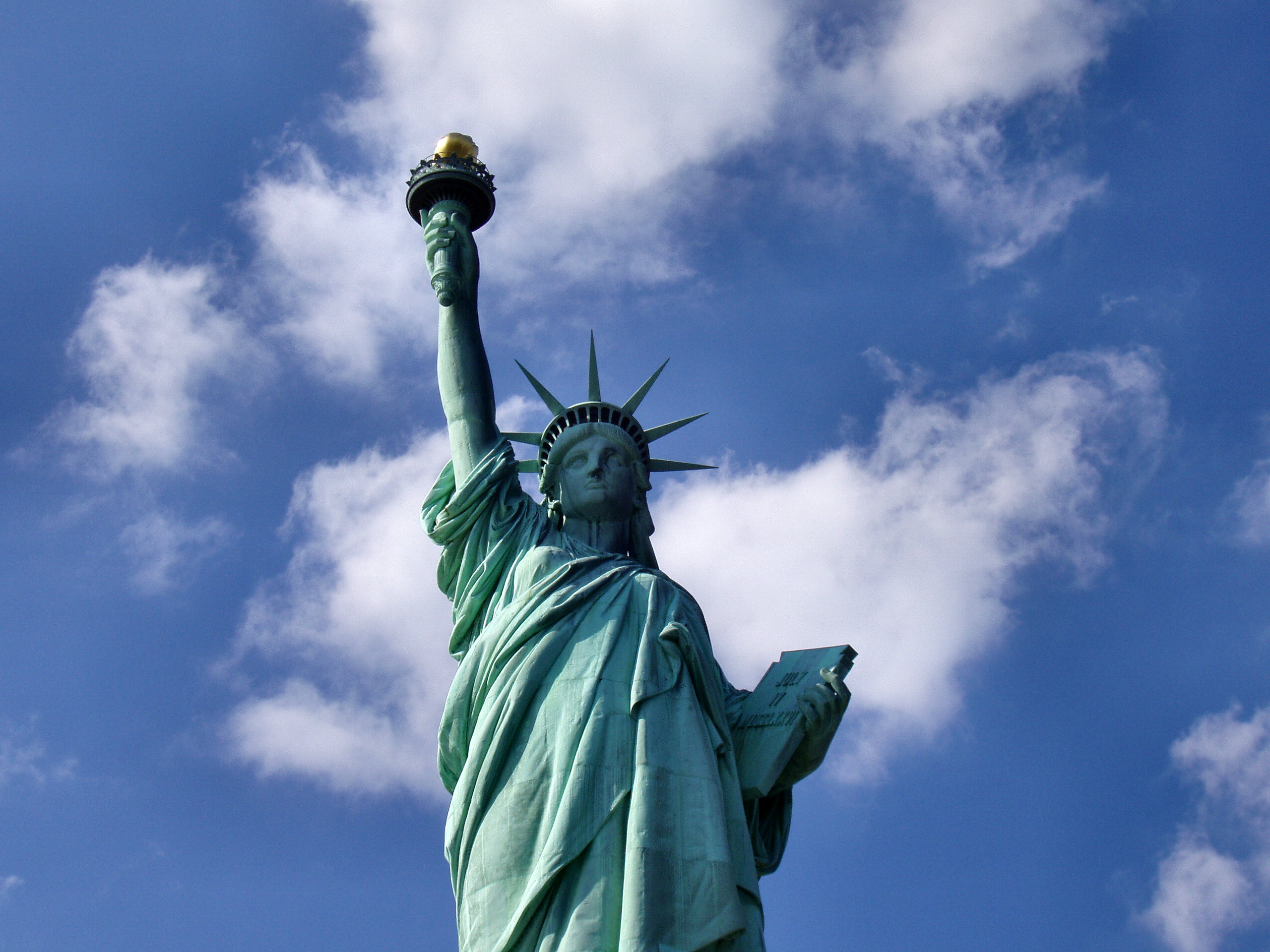
Statua Wolności
Lew Belfortu
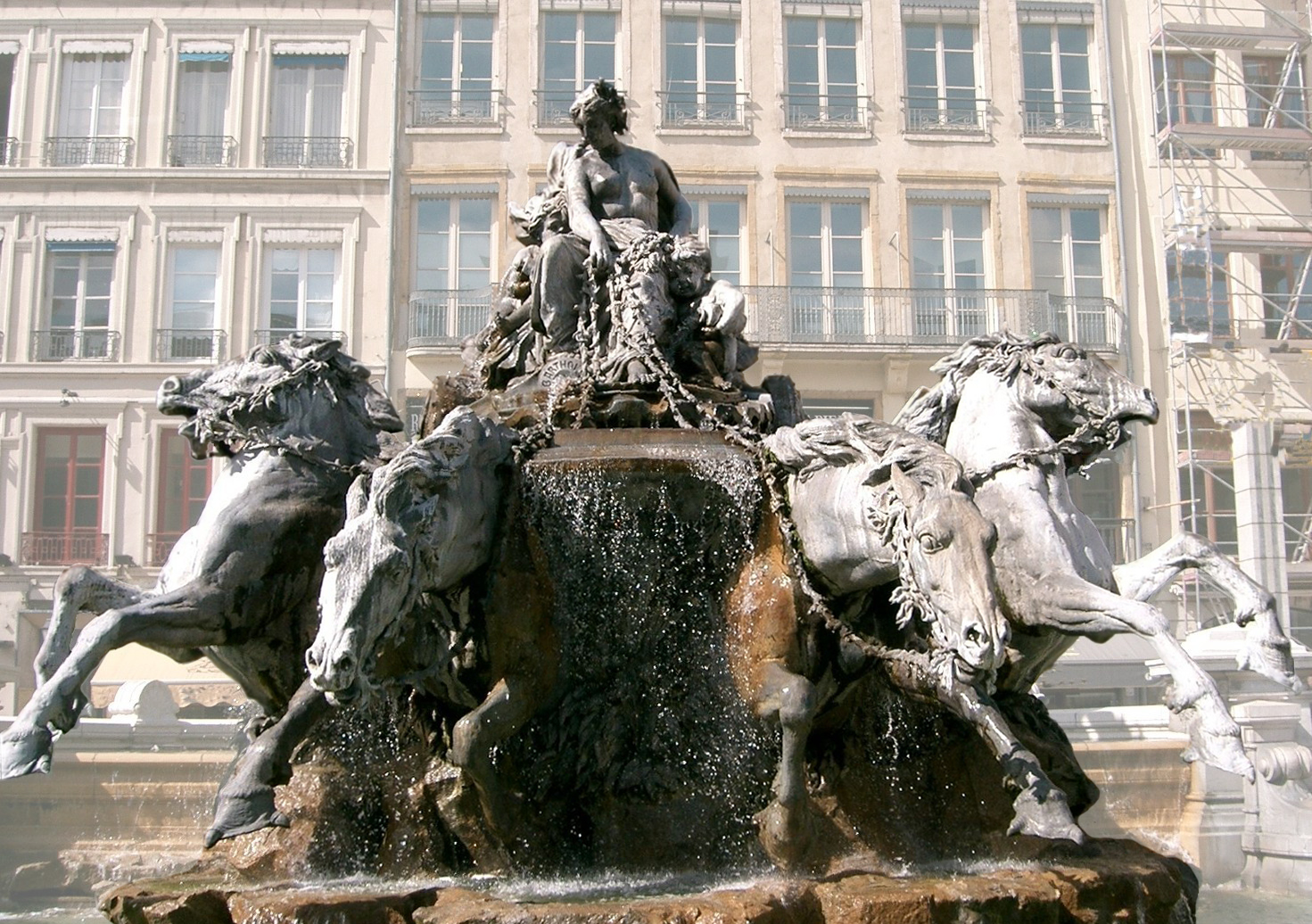
Fontanna Bartholdiego
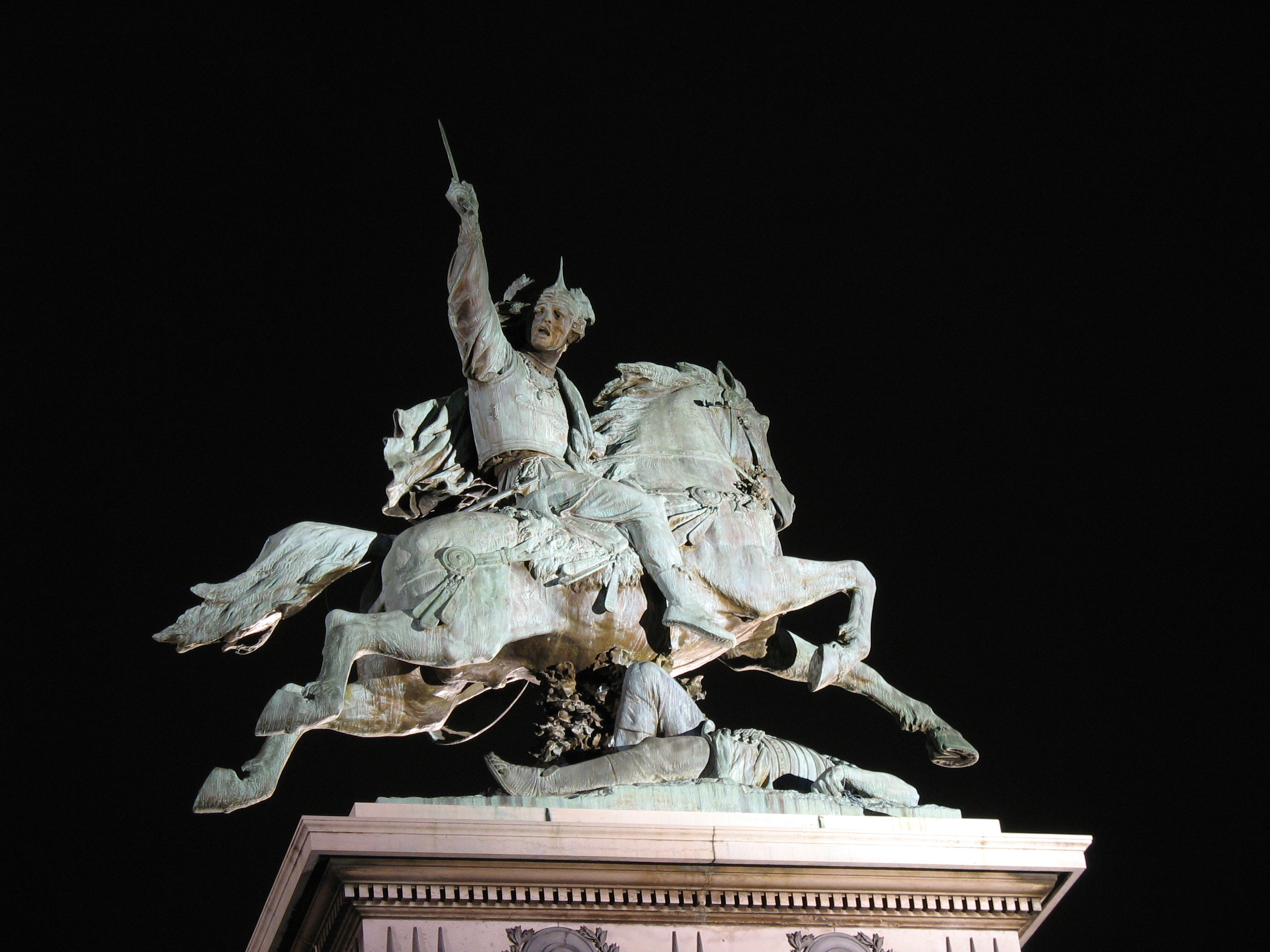
Pomnik Wercyngetoryksa